# Luz Blues
Luz Blues (tytuł oryg. Varsity Blues) – amerykański film fabularny (komediodramat) z 1999 roku, opowiadający o grupie futbolistów z małego teksańskiego miasteczka. Scenariusz do filmu napisał W. Peter Iliff, reżyserem jest Brian Robbins. Światowa premiera projektu miała miejsce 15 stycznia 1999 roku; w Polsce film pojawił się 9 lipca 1999 roku. Za rolę w tym filmie aktor James Van Der Beek zdobył nagrodę Teen Choice Award, był też nominowany do MTV Movie Awards i Blockbuster Entertainment Award. Również film był nominowany do Teen Choice Award (jako najlepszy dramat), a na gali nominacją do statuetki wyróżniono również soundtrack z filmu. Do nagrody filmowej MTV nominowano także hit Nice Guys Finish Last punkowego zespołu Green Day, jako najlepszą piosenkę filmową. W pierwszy weekend wyświetlania filmu w kinach Luz Blues zarobił blisko 18 mln dolarów, pomimo iż budżet wynosił dwa miliony mniej; był to spory sukces. Ponadto obraz Robbinsa gruntował kariery Paula Walkera i Jamesa Van Der Beeka.

## Obsada
| Rola               | Aktor              |
| ------------------ | ------------------ |
| Jonathan Mox Moxon | James Van Der Beek |
| Jules Harbor       | Amy Smart          |
| trener Bud Kilmer  | Jon Voight         |
| Lance Harbor       | Paul Walker        |
| Billy Bob          | Ron Lester         |
| Charlie Tweeder    | Scott Caan         |
| Darcy Sears        | Ali Larter         |
| Joe Harbor         | Richard Lineback   |
| Collette Harbor    | Tiffany C. Love    |
| Wendell Brown      | Eliel Swinton      |
| Elliot             | Eric Jungmann      |